# دزیره (رمان)
دزیره نام رمانی است اثر آن ماری سلینکو که ماجرای زندگی دزیره کلاری همسر کارل چهاردهم و مادر اسکار اول را از زبان خودش شرح می‌دهد. این رمان اتفاقات نیمه دوم سده هجدهم را روایت می‌کند که در آن دزیره کلاری ملقب به دزیدریا، ملکه سوئد و دختر فرانسیس کلاری تاجر ابریشم و اهل مارسی بود که در ۸ نوامبر ۱۷۷۷ میلادی در فرانسه زاده شد.

## دربارهٔ کتاب
داستان به صورت خاطراتی که دزیره آن‌ها را در دفتر اهدایی از سوی پدرش یادداشت می‌کند، نگاشته شده‌است و ماجرا از زبان اول شخص نقل می‌شود. این رمان در مجموع اطلاعات خوبی را دربارهٔ زندگی دزیره کلاری و شخصیت‌های هم‌عصر او در صحنه فرانسه و وضع انقلاب فرانسه به دست می‌دهد.

## ماجرای داستان
پس از آشنایی دزیره با ژوزف بناپارت برادر ناپلئون بناپارت و ازدواج ژوزف با ژولی، خواهر دزیره، دزیره دل به عشق ناپلئون می‌سپارد. اما ناپلئون بر خلاف قولش برای ازدواج با او در پاریس با زن دیگری ازدواج می‌کند. چند سال بعد دزیره با مردی به نام ژان باپتیست برنادوت پیوند زناشویی می‌بندد که حاصل آن پسری می‌شود به نام اسکار. از آنجا که همسرش به عنوان فرزند خوانده کارل سیزدهم و ولیعهد سوئد برگزیده می‌شود دزیره به همراه شوهرش به سوئد می‌رود. اما پس از مشاجره‌ای با ملکه سوئد، به فرانسه بازمی‌گردد. سر انجام با فوت کارل سیزدهم وی به سوئد می‌رود و تا آخر عمر آنجا می‌ماند و در استکهلم چشم از جهان فرو می‌بندد.

## شخصیت‌های داستان
- دزیره کلاری که راوی خاطرات داستان است.
- ژان باپتیست برنادوت همسر دزیره که به پادشاهی سوئد می‌رسد.
- ناپلئون بناپارت نخستین عاشق دزیره و امپراتور فرانسه.
- ژوزف بناپارت برادر ناپلئون.
- ژولی کلاری همسر ژوزف بناپارت و خواهر دزیره.
- اسکار اول فرزند دزیره و ولیعهد و پادشاه سوئد.

## ساختار کتاب
| ردیف | مشخصه‌های کتاب | فراوانی            |
| ---- | ------------- | ------------------ |
| ۱    | صفحه          | ۹۶۰ (هر جلد ۴۶۰ ص) |
| ۲    | جلد           | ۲                  |
| ۳    | قسمت          | ۴                  |
| ۴    | فصل           | ۵۹                 |
| ۵    | قطع           | رقعی               |